# Pandemia di COVID-19 nelle Seychelles
Il primo caso della pandemia di COVID-19 nelle Seychelles è stato confermato il 14 marzo 2020.

## Antefatti
Il 12 gennaio 2020, l'Organizzazione mondiale della sanità (OMS) ha confermato che un nuovo coronavirus era la causa di una nuova infezione polmonare che aveva colpito diversi abitanti della città di Wuhan, nella provincia cinese dell'Hubei, il cui caso era stato portato all'attenzione dell'OMS il 31 dicembre 2019.
Sebbene nel tempo il tasso di mortalità della COVID-19 si sia rivelato decisamente più basso di quello dell'epidemia di SARS che aveva imperversato nel 2003, la trasmissione del virus SARS-CoV-2, alla base della COVID-19, è risultata essere molto più ampia di quella del precedente virus del 2003, e ha portato a un numero totale di morti molto più elevato.
Il 5 maggio 2023, l'Organizzazione mondiale della sanità dichiara ufficialmente la fine della pandemia.

## Cronologia

### Marzo
Le Seychelles hanno riferito i suoi primi due casi di COVID-19 il 14 marzo 2020. I due casi erano persone che erano in contatto con qualcuno in Italia che era risultato positivo.
Il 15 marzo, è stato confermato un terzo caso in arrivo dai Paesi Bassi.
Al 16 marzo, ci sono quattro casi confermati. Anche il nuovo caso arriva dai Paesi Bassi.

### Aprile
Il 6 aprile, ci sono 11 casi confermati e due pazienti guariti.

## Restrizioni
Esistono diverse misure che il governo ha istituito al fine di prevenire l'ulteriore diffusione della pandemia alle Seychelles.

### Trasporti
Il 9 marzo 2020, le Seychelles prima del previsto arrivo della Norwegian Spirit ha annunciato una chiusura temporanea per le navi da crociera.

### Educazione
Il 28 aprile 2020, il presidente Danny Faure ha annunciato la revoca di alcune misure precedentemente adottate per prevenire un'ulteriore diffusione della pandemia. Tutte le restrizioni alla circolazione delle persone saranno revocate il 4 maggio. Dal 4 maggio 2020, tutti i negozi saranno aperti fino alle 20:00. Le prime scuole riapriranno l'11 maggio e il 18 maggio 2020 riapriranno tutte le scuole. Le restrizioni ai viaggi termineranno il 1º giugno 2020 quando riaprirà l'aeroporto.

### Viaggi
Il 9 marzo 2020, le Seychelles hanno vietato a qualsiasi persona delle Seychelles di recarsi in Cina, Corea del Sud, Italia e Iran. Viene fatta un'eccezione per i residenti di ritorno.